# روبن سايمور (دراج)
روبن سايمور (بالإنجليزية: Robin Seymour)‏ (و. 1971  م) هو دراج، وcyclo-cross cyclist ‏ أيرلندي، شارك في الألعاب الأولمبية الصيفية 2008، وشارك في الألعاب الأولمبية الصيفية 2004، وشارك في الألعاب الأولمبية الصيفية 2000.

## روابط خارجية
- روبن سايمور على موقع إحصائيات الدراجات الإحترافية (الإنجليزية)
- روبن سايمور على موقع أوليمبيديا (الإنجليزية)